# Mayor Tom (músico)
Mayor Tom, nombre artístico de Diego Castaño (Madrid, 28 de enero de 1982) es un músico y cantautor independiente.
Con su canción Alien, se convierte en 2015 en la primera persona en grabar un videoclip en lo alto del Pirulí de Madrid (Torrespaña). 
Se da a conocer públicamente por protagonizar un fuerte enfrentamiento con las fanes de Pablo Alborán a través de las redes sociales, después de publicar un video promocional para su concierto, que coincidía en fecha y ciudad con el del conocido artista malagueño.
Entre 1998 y 2005 fundó la banda madrileña Delomo, con la que publicó 2 discos.
De 2005 a 2013 formó parte del grupo de rock Jabón Blue llegando a grabar 4 discos. 
Con Jabón Blue y en la despedida de la banda de los escenarios, publicaron en 2013 el videoclip de "La última canción" junto a grandes artistas como Miguel Ríos, Rubén Pozo, Mikel Erentxun, Coti Sorokin, Nacha Pop, Camela y Javi Maneiro (Heredeiros da Crus) entre muchos otros.
El proyecto en solitario Mayor Tom comienza en 2005 inspirado en el personaje Mayor Tom o Major Tom de la canción de David Bowie llamada Space Oddity, y es en 2008 cuando publica su primer LP titulado “myspace” girando por todo España y en el que hizo regresar al astronauta que Bowie dejó perdido por el espacio en el año 1969.
El 9 de octubre de 2015 publica su segundo álbum "unfollow" que en tan solo unas horas logra situarse en el puesto 9 de álbumes más vendidos en iTunes.
Protagoniza el primer corto/videoclip en pixelart tridimensional, de su single Retrato Robot, con una estética de los años 80 y texturas VHS.
En noviembre de 2015 publica un nuevo videoclip de la canción Tu barrera del sonido que dedica a su hija que nació con hipoacusia y abre con el siguiente texto: "El 18 de octubre de 2012 me dijeron que mi hija era sorda. Le escribí esta canción pensando que nunca iba a poder escucharla. Ahora lleva un implante coclear y escucha música como cualquier otro niño"
Con "Tu barrera del sonido" y coincidiendo con el Día Internacional del Implante Coclear (25 de febrero de 2016) lanza una campaña para acercar la Hipoacusia a la sociedad española, apareciendo en los telediarios de TVE, La Sexta, Telemadrid, Telecinco y La2, así como pasando por multitud de platós de televisión entre ellos Qué tiempo tan feliz de María Teresa Campos, Deluxe, Land Rober de Televisión de Galicia o Late motiv de Buenafuente en el que coincide como invitado con el campeón del mundo de Moto Gp Jorge Lorenzo.
EL PAÍS también se hace eco de la campaña con un artículo titulado "Mayor Tom y la lucha contra el silencio".
En julio de 2016 viaja a la ciudad de Varsovia (Polonia) para participar con su canción "Tu barrera del sonido" en el Festival Beats of Cochlea delante de 500 personas con Implante Coclear organizado por el World Hearing Center. Durante ese mismo verano participa en varios festivales nacionales como Contempopránea (Badajoz), Festival de La Luz (Boimorto) y el Festival Sonorama Ribera (Aranda de Duero) cosechando muy buenas críticas en medios nacionales. El País.
Anuncia para otoño de 2016 el estreno de su propio cortometraje 1982, un Regreso al Futuro en la España de los años 80, financiado a través de una campaña de micromecenazgo y en el que cuenta con Miguel Ríos en uno de los papeles principales, además del propio Mayor Tom.
En noviembre de ese mismo año publica la canción de la película La Historia de Jan que se estrena en una veintena de salas de todo España. El videoclip de esa canción es publicado por Televisión Española
En 2019 comienza a grabar su disco 'Analógica' en Abbey Road Studios coincidiendo con el 50 aniversario del disco Abbey Road de The Beatles, y Europa Press publica una entrevista con el videoclip de la canción Paracetamol, tercer adelanto del disco tras Stranger Things y Betamax
En mayo de 2022 se encargó de seleccionar los mejores restaurantes de Madrid para Mick Jagger, durante su larga estancia en la capital donde The Rolling Stones daban comienzo a su gira STONES SIXTY 2022 EUROPEAN TOUR.
Colabora como bajista con el grupo español Ellos (banda) y como guitarrista con el grupo Mostaza Gálvez.
Es sobrino del locutor de radio Pepe Domingo Castaño y primo de la actriz Cristina Castaño.